# ForbrugerLaboratoriet
ForbrugerLaboratoriet - også kaldet ForbrugerLab - er et privatejet, uvildigt laboratorium til afprøvning og rådgivning om blandt andet børneprodukter, legetøj, børnetøj, cykellygter, cykler, derunder CE mærkning og risikovurdering samt compliance/overensstemmelse. Rådgivning og test ydes til producenter, importører, forhandlere, myndigheder, medier og organisationer.
Indtil 2004 blev ovennævnte opgaver varetaget af Forbrugerstyrelsens Laboratorium, og ForbrugerLab var således en delvis videreførelse for at sikre en national forankring af viden på de områder, hvor laboratoriet er aktivt.  
ForbrugerLab har eksperter i mange nationale og internationale udvalg under Dansk Standard (DS), International Organization for Standardization (ISO) samt European Committee for Standardization (CEN)  og har i Danmark formandskabet for udvalget for legetøjssikkerhed. 
ForbrugerLaboratoriet har også det engelske binavn Consumer Lab Denmark. 
Adm. direktør: Torben Foged 

## Ekstern henvisning
- ForbrugerLaboratoriets hjemmeside Arkiveret 5. marts 2017 hos  Wayback Machine